# Stern (tạp chí)
Stern (phát âm [ʃtɛʁn], tiếng Đức nghĩa là "Ngôi sao") là một tạp chí tin tức hàng tuần xuất bản ở Hamburg, Đức, do nhà xuất bản Gruner + Jahr GmbH & Co., một chi nhánh của tập đoàn truyền thông quốc tế Bertelsmann, phát hành .
Stern được Henri Nannen lập ra sau chiến tranh thế giới thứ hai trong một nhà xuất bản tại Hannover, phát hành số đầu tiên ngày 01/08/1948 .